# Palazzo Del Maino
Palazzo del Maino è un palazzo di Pavia, in Lombardia.

## Storia
Nell'area dove ora sorge l'edificio si trovava il tardoquattrocentesco palazzo di Silvestro Bottigella, di cui si conserva il portale rinascimentale nel prospetto rivolto su via Mentana. Nel 1560 Giovanni Battista Busca, membro di una famiglia patrizia pavese, acquistò il complesso dai nipoti del Bottigella. Il palazzo venne riedificato, riadattando l'edificio più antico, da Carlo Antonio Busca nel 1725 e poi, nel 1750, fu ceduto al marchese Giasone del Maino. Nel 1863 il vicino ospedale San Matteo acquistò il palazzo, che fu destinato a ospitare gli uffici amministrativi dell'ente; l'ospedale, nel 1932, si spostò nella nuova sede in viale Golgi e l'edificio fu ceduto all'università.

## Descrizione

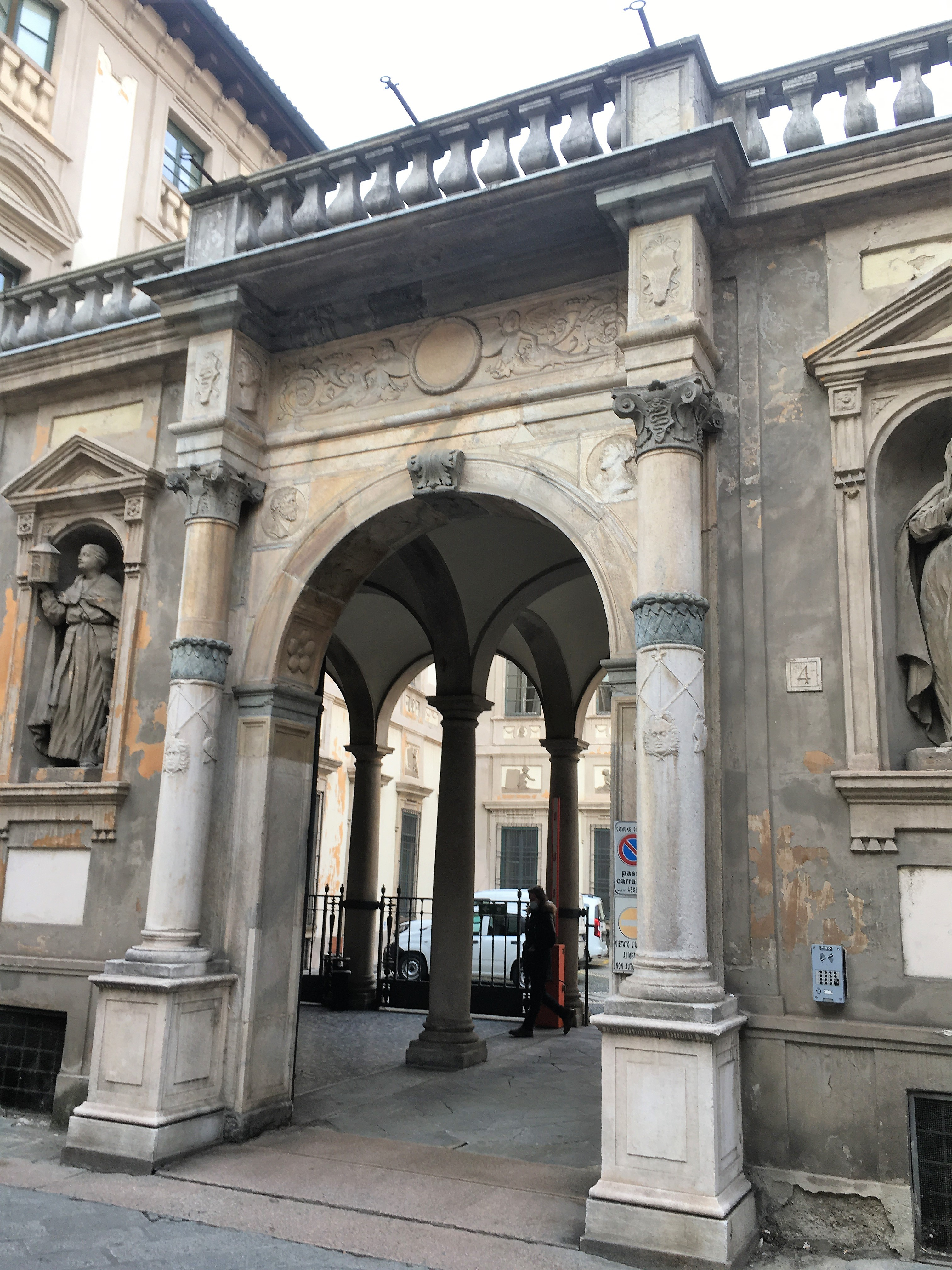
Il portale rinascimentale
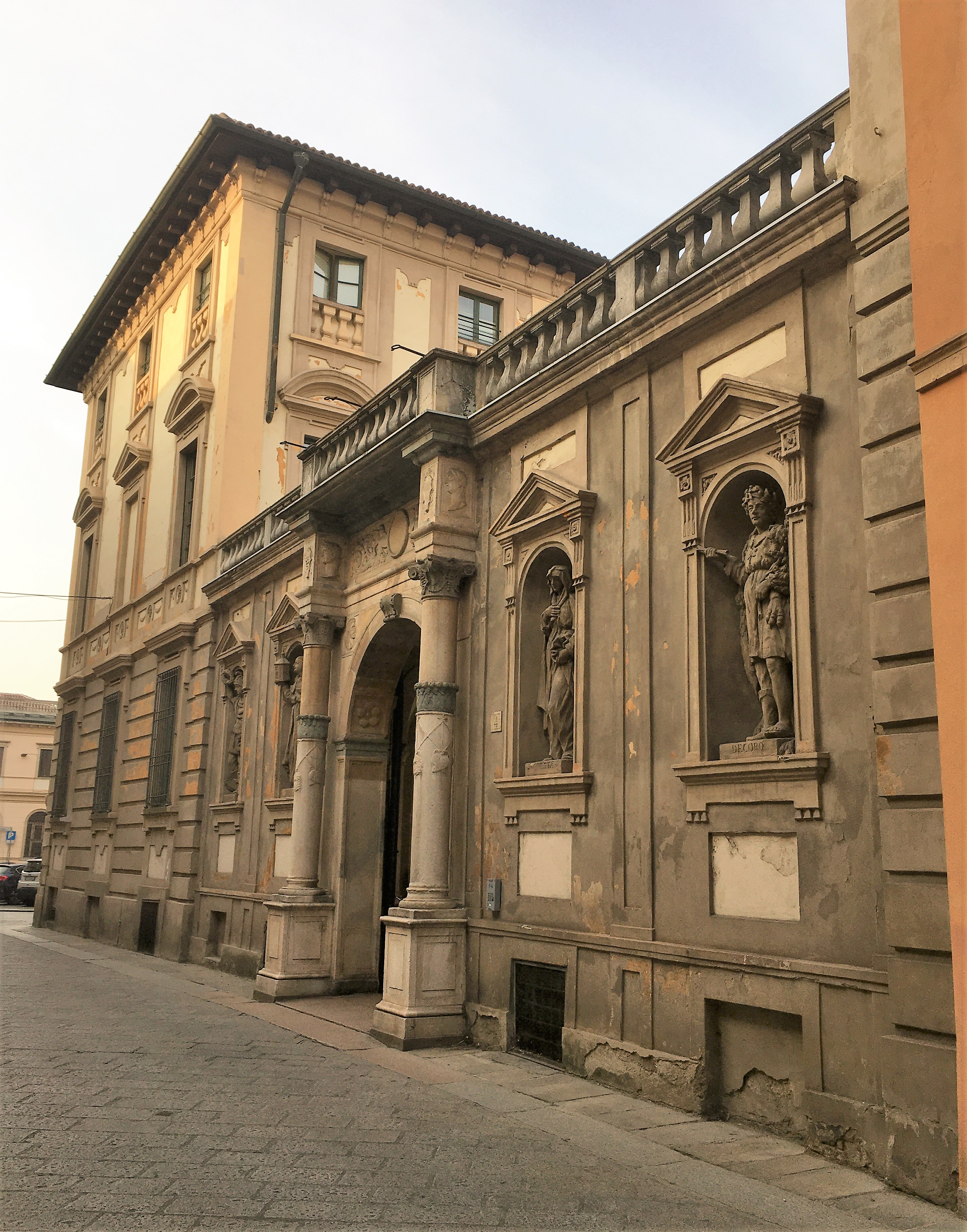
La facciata su via Mentana
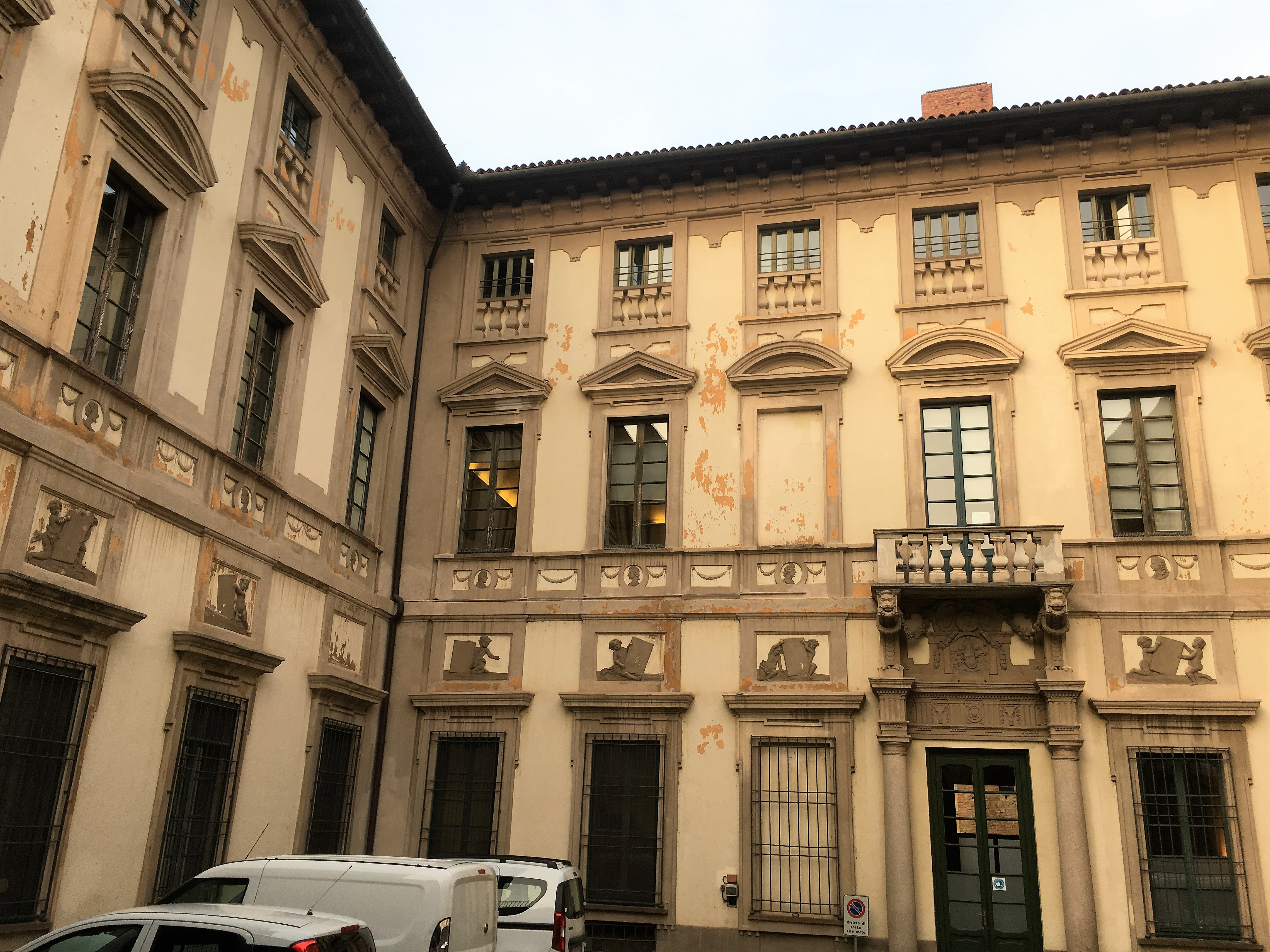
Il cortile
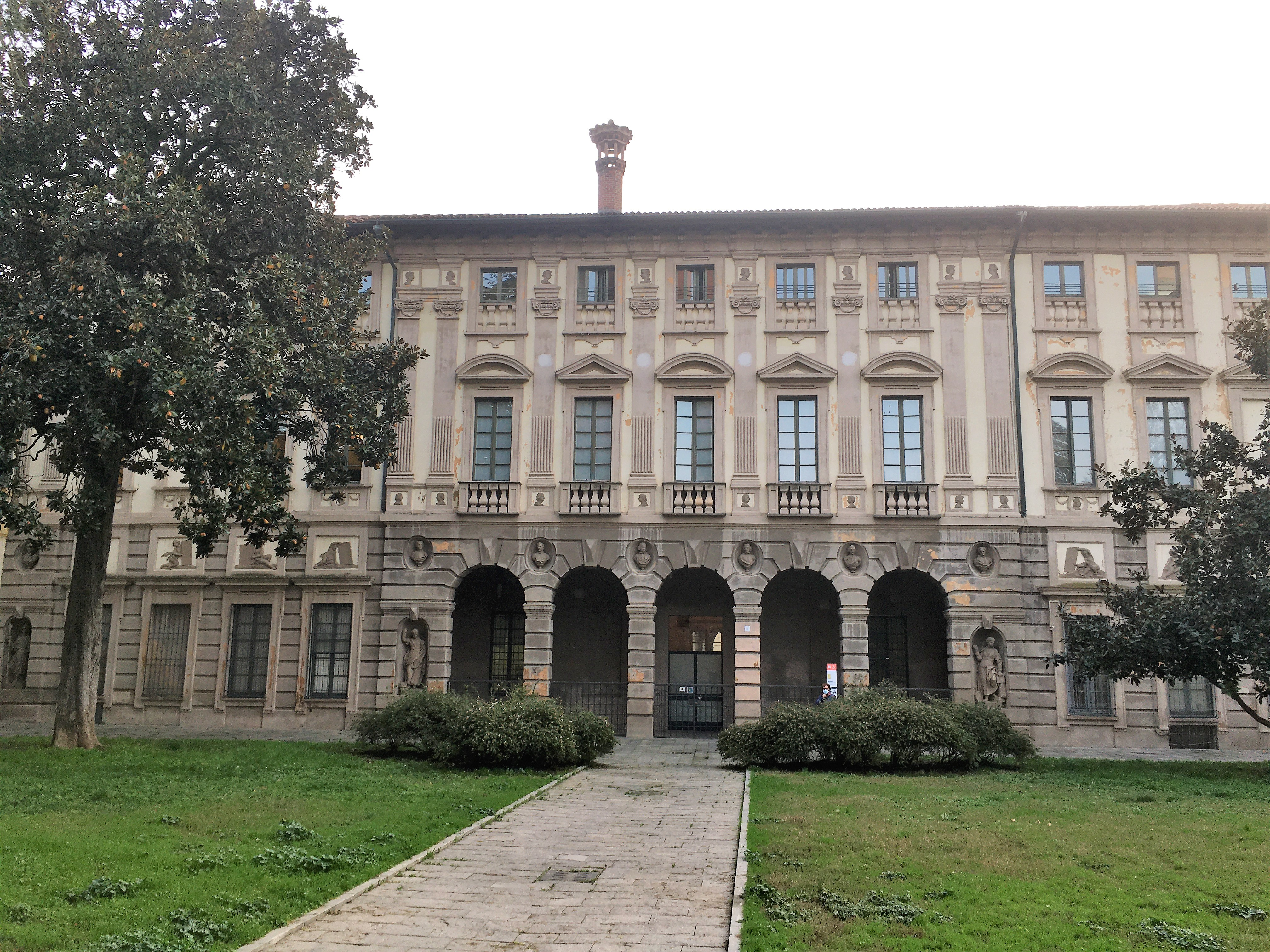
La facciata rivolta verso il giardino (piazza Leonardo da Vinci)

Il palazzo fu completamente rinnovato, riadattando l'edificio rinascimentale, da Carlo Antonio Busca nel 1725. Dell'edificio più antico si conservano, oltre al portale, arricchito da due colonne, alcune terrecotte frammentarie pertinenti ad incorniciature di finestre e di portali, murate nel cortile del palazzo. L'edificio è strutturato intorno a un cortile centrale, mentre a nord, dove ora si trova piazza Leonardo da Vinci, vi era un grande giardino, che inglobava anche una torre romanica. Nel 1933 il giardino venne ceduto dall'ospedale al comune e divenne pubblica piazza. Esternamente il palazzo presenta un alto zoccolo in bugnato al piano terra, mentre i piani successivi sono arricchiti da grandi finestre, scandite da paraste, fregi e sculture di gusto barocco, la facciata rivolta al giardino, ora affacciata su piazza Leonardo da Vinci, è invece caratterizzata da un portico, sempre in bugnato, a cinque luci. Intorno al 1769, il marchese del Maino fece spostare l'ingresso del palazzo su via Mentana, collegando a questa il portico con un atrio che individuava un asse attraverso il cortile, zona nobile del complesso.